# Joël Curtz
Joël Curtz est un cinéaste né le 9 septembre 1985 à Paris.

## Biographie
Après un baccalauréat scientifique, il intègre l’École supérieure des arts décoratifs de Strasbourg, et exerce en parallèle le métier d'assistant photographe auprès de Patrick Bailly-Maitre-Grand. 
Il poursuit ses études à l’Université des arts de Berlin, puis à l’Académie des Beaux-Arts de Vienne, sous la tutelle du documentariste Harun Farocki.
Il poursuit un post-diplôme au Fresnoy de 2011 à 2013, où il réalise le documentaire La Mariée, sur l’histoire de l’artiste italienne Pippa Bacca. Le film a la particularité de montrer des images inédites de la caméra de cette dernière, effacées après son assassinat, retrouvées et restaurées par l’équipe. Le documentaire est sélectionné au Festival International du film documentaire d'Amsterdam, diffusé sur la Rai en Italie, et il obtint plusieurs prix. 
Joël Curtz réalise des installations numériques À votre image présentée au Fresnoy lors de l'exposition Panorama 15 et au Centquatre dans le cadre du Festival Temps d'images, nommé au Prix Jeune Talent SCAM/Cent-quatre/Arte), La Voix des ombres présenté au Lavoir public à Lyon) puis se consacre par la suite essentiellement à des projets de films.
En 2014, il est lauréat section documentaire de la Bourse de la Fondation Jean-Luc Lagardère. D'où naîtra, en 2016, le film Birmanie, le pouvoir des moines, diffusé sur Arte et Public Sénat en 2017. Le documentaire est sélectionné en avant-première au FIGRA 2017 et est nommé au Prix Farel 2018. 
En 2020, il réalise le court-métrage Une chance unique, sélectionné au Festival international du court métrage de Clermont-Ferrand et au Festival du film de Rotterdam. Puis le court-métrage La chaleur du foyer sélectionné au Festival Off-Courts 2021 et diffusé sur OCS.

## Œuvres
- 2008 : « Quelques éclaircies » autour des répétitions de Juste la fin du monde[3] vidéo sur les répétitions de la pièce de théâtre Juste la fin du monde de Jean-Luc Lagarce, mise en scène par François Berreur en 2007.
- 2012 : Fleurs de rocaille, Genepi, exposition photographique présentée dans plusieurs prisons de France.
- 2012 : La Mariée[4],[5],[6], Prix des amis du Fresnoy, Mention spéciale du jury Première Création du Festival Pointdoc, Prix du Public du Festival Regards au longs-courts 2014.
- 2014 : À votre image, installation vidéo interactive, présentée au Cent-Quatre dans le cadre du Festival Temps d'Images[7], nommée au Prix Jeune Talent SCAM / Centquatre-Paris / Arte et lors de l’exposition Panorama[8].
- 2015 : La Voix des ombres, installation sonore et lumineuse, présentée au Lavoir Public[9].
- 2017 : Birmanie, le pouvoir des moines, documentaire.
- 2020 : Une chance unique, court-métrage de fiction.
- 2020 : La chaleur du foyer, court-métrage de fiction.

## Acteur
- 2001 : Clément d'Emmanuelle Bercot : un des copains de Clément

## Scénariste et assistant réalisateur
- 2016 : Ce qui nous éloigne, court-métrage de Hu Wei